# Gare de Sainte-Maure - Noyant
Gare de Sainte-Maure - Noyant vasútállomás Franciaországban, Noyant-de-Touraine településen.

## Vasútvonalak
Az állomást az alábbi vasútvonalak érintik:
- Párizs–Bordeaux-vasútvonal

## Kapcsolódó állomások
A vasútállomáshoz az alábbi állomások vannak a legközelebb:
- Gare de Villeperdue (Paris Gare d’Austerlitz, Párizs–Bordeaux-vasútvonal)
- Gare de Maillé (Gare de Bordeaux-Saint-Jean, Párizs–Bordeaux-vasútvonal)